# Behistunský nápis
Behistunský nápis (persky سنگ ‌نبشته بیستون, کتیبه بیستون‎, moderněji též Bísotúnský nápis) je epigrafická památka na vysoké skalní stěně mezi Kermánšáhem a Hamadánem v Íránu, kterou nechal krátce po roce 521 př. n. l. pořídit perský král Dareios I., aby oslavil vítězství nad rebely v prvních letech své vlády (poslední úpravy jsou asi z roku 518 př. n. l.). Dvacet metrů dlouhý a sedm metrů vysoký nápis je psán klínovým písmem ve třech jazycích – staroperštině, akkadštině a elamštině – a doplňuje ho obraz Ahuramazdy, pod nímž stojí král a devět spoutaných vzbouřenců – Açina, Nidintubel, Martija, Fravartiš, Čiçatachma, Fráda, Vahjazdáta, Aracha a Skuncha. Na desátém vzbouřenci Gaumátovi, který leží na zemi, má Dareios položenou levou nohu. V textových partiích se podává celá historie Dareiova nástupu na trůn, od převratu proti Gaumátovi až po boj se skythským knížetem Skunchou kolem roku 519 př. n. l.
Poprvé byl nápis okopírován Henrym Rawlinsonem roku 1836 (některé detaily roku 1844 a 1847) a ve staroperské verzi zveřejněn roku 1847 (akkadská verze vyšla roku 1851). S pomocí nápisu se podařilo vyřešit poslední zásadní nejasnosti kolem klínového písma.

## Ukázka
„
Já jsem Dárajavauš [tj. Dareios], velký král, král králů, král v Persii, král zemí, Vištáspův syn, Aršámův vnuk, Hachámaniův potomek. [...]
Praví král Dárajavauš: Toto jsou kraje, které mně připadly, z vůle Ahuramazdovy stal jsem se jejich králem: Pársa, Uvdža, Bábiruš, Athurá, Arabája, Mudrája, Zámořští, Sparda, Jauna, Máda, Armina, Katpatuka, Parthava, Zranka, Haraiva, Uvárazmiš, Báchtriš, Suguda, Gandára, Saka, Thataguš, Maka, Harauvatiš, dohromady třiadvacet zemí. [...]
Praví král Dárajavauš: V těchto zemích muže, který byl věrný, jsem zahrnul dobrou odměnou, kdo byl nepřátelský, tomu jsem přiřkl trest. [...]
Praví král Dárajavauš: Pak byl jeden muž, mág jménem Gaumáta, pozdvihl se z Paišijauvády, kde je hora jménem Arakadriš, odtamtud se pozvedl. [...]
Nebylo tehdy muže, ani Peršana ani Méda, ani nikoho z našeho rodu, který by připravil toho mága Gaumátu o vládu. Vojsko se ho velmi bálo a on dával hubit mnoho lidí z vojska. [...]
Nikdo se neodvažoval říci něco o Gaumátovi, tom mágovi, až jsem přišel já. Pak jsem prosil Ahuramazdu, Ahuramazda mně přinesl pomoc. Uplynulo deset dní z měsíce bágajády, tu jsem já s několika málo muži usmrtil onoho Gaumátu. [...]
Je tvrz jménem Sikajauvatiš v kraji jménem Nisája v Mádě, tam jsem ho zabil.“ — podle překladu Otakara Klímy  